# ATG16L1
ATG16L1‏ (Autophagy related 16 like 1) هوَ بروتين يُشَفر بواسطة جين ATG16L1 في الإنسان.